# Ricse
Ricse är en ort i Ungern.   Den ligger i provinsen Borsod-Abaúj-Zemplén, i den nordöstra delen av landet, 240 km öster om huvudstaden Budapest. Ricse ligger 102 meter över havet och antalet invånare är 1 907.
Terrängen runt Ricse är mycket platt. Runt Ricse är det tätbefolkat, med 459 invånare per kvadratkilometer. Närmaste större samhälle är Kisvárda, 14,7 km sydost om Ricse. Omgivningarna runt Ricse är en mosaik av jordbruksmark och naturlig växtlighet.